# Oxyura ferruginea
Il gobbo delle Ande (Oxyura ferruginea Eyton, 1838) è un uccello appartenente alla famiglia degli Anatidi diffuso in Sudamerica dalla Colombia al Cono Sud.